# Fortini di Capri
I fortini di Capri, detti anche fortini costieri di Anacapri o fortini borbonici, sono situati nel comune di Anacapri, in Campania.
Le strutture, costruite tra il IX e il XV secolo, vennero inizialmente utilizzate come torri di avvistamento, essendo Capri continuamente sottoposta alle scorrerie dei pirati. Distrutte dai corsari saraceni, agli inizi del XIX secolo queste antiche costruzioni militari furono ricostruite dai britannici o dai francesi che, sebbene in archi di tempo differenti, entrarono in possesso dell'isola agli inizi dell'Ottocento. Nel 2004 i fortini sono diventati ecomuseo, con il restauro delle strutture e l'apposizione di maioliche che ne descrivono la flora e la fauna presente.
Oggi è possibile raggiungere agevolmente i fortini grazie a un sentiero che connette anche la grotta Azzurra con il faro di Punta Carena. La vegetazione lungo il sentiero dei Fortini è rada, discontinua e in grado di sopravvivere a un ambiente difficile, essendo ripetutamente colpita da schizzi d'acqua. Non vi sono invece molti animali, che vivono generalmente nelle rade foreste ivi presenti oppure in mare.

## Fonti testuali e grafiche
I fortini di Capri vengono citati per la prima volta in un documento nel 1808, quando Pietro Colletta, ufficiale del genio borbonico passato ai francesi, pubblicò il Giornale della conquista di Capri. Colletta nella sua opera descrisse dettagliatamente gli ultimi combattimenti, ai quali Gioacchino Murat aveva assistito da Massa Lubrense.
I fortini vengono per la prima volta inclusi in una cartina nel 1808, quando il capitano Zannoni compilò un'accurata carta geografica dell'isola di Capri, poi riprodotta in bianco e nero in numerosi libri del Novecento, i cui autori l'assunsero però come prova che i fortini fossero opera degli inglesi. L'originale a colori reca invece in calce la seguente didascalia:
La prima trattazione storiografica dei fortini fu quella di Rosario Mangoni che, nella sua opera Ricerche topografiche ed archeologiche sull'isola di Capri ne descrisse l'ubicazione, la funzione strategica, le azioni di guerra e gli utilizzatori:
(Mangoni, p. 55.)
Mangoni nello stesso anno pubblicò una seconda opera, Ricerche storiche ed archeologiche sull'isola di Capri, nella quale citò nuovamente le quattro strutture militari. Anche il generale e storico francese Mathieu Dumas (1753-1837) in alcune pagine di un suo saggio citerà i fortini, rimarcando quanto sia arduo raggiungerli.
In seguito, per secoli, l'argomento non fu più trattato dagli storici; fu ripreso solamente dopo il secondo dopoguerra, quando ne parlarono autori quali Umberto Broccoli e Carlo de Nicola. Analogamente, Roberto Ciuni riportò l'argomento in alcune pagine del suo libro La conquista di Capri; altri autori furono Salvatore Borà, Romana de Angelis Bertolotti e Eduardo Federico.
Negli anni duemila l'associazione culturale Oebalus ne scrisse nel terzo volume della raccolta Conoscere Capri. Qui Borà, sotto il nome dell'associazione, li descrisse «attraverso le mappe, le cartografie e le dichiarazioni di personaggi testimoni degli avvenimenti storici avvenuti sull'isola tra il 1806 e il 1808». Una delle più complete fonti testuali riguardanti i fortini venne pubblicata nel 2004, quando il comune di Anacapri distribuì un documento cartaceo contenente un'accurata descrizione dei fortini e della loro parte naturalistica, ponendo l'attenzione sulla flora e fauna del sentiero.

## Storia

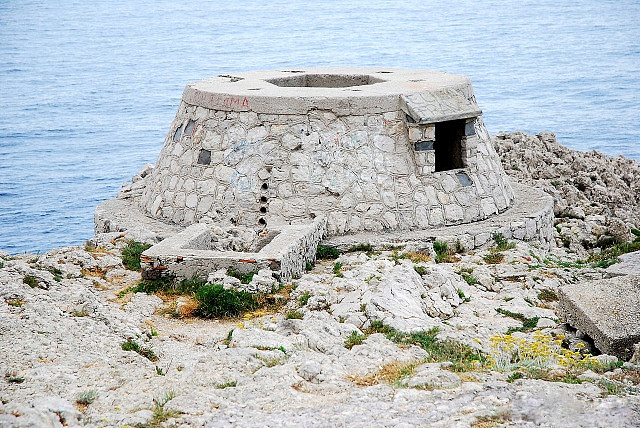
I fortini vennero costruiti come torri di avvistamento, per rimediare al pericolo delle incursioni dei corsari.

### Medioevo
Data la loro posizione strategica all'interno del golfo di Napoli Capri venne sottoposta per lungo tempo alle continue scorrerie dei pirati. Il fenomeno della pirateria e della guerra di corsa ha caratterizzato la storia dell'isola sin dal IX secolo, quando iniziò l'attività corsara dei Saraceni a scopo di saccheggio sulle coste del Mediterraneo.
Poiché l'isola era sottoposta a ripetuti attacchi dei corsari musulmani, venne presa la decisione di costruire più torri d'avvistamento lungo la costa orientale anacaprese, per scorgere da lontano le navi corsare e dare in tempo l'allarme alle popolazioni indifese, che avevano quindi la possibilità di rifugiarsi in luoghi più sicuri (a questo proposito rimane famoso il castello Barbarossa).
I fortini, come le altre torri costiere e castelli presenti nell'isola, vennero tuttavia distrutti in un'età imprecisata dai capitani delle varie potenze barbaresche, che durante la ritirata distruggevano tutte le risorse che non erano in grado di portare con sé.

### Età napoleonica
Quando Napoleone nel 1806 tolse la città di Napoli a Ferdinando IV, che fu costretto nuovamente a fuggire in Sicilia, nominò re di Napoli il fratello Giuseppe Bonaparte. Il regnante napoletano inviò poco dopo a Capri una guarnigione per farne una base fortificata francese contro l'Inghilterra, stabilitasi nell'isola nel maggio dello stesso anno. Il 3 ottobre, 1808 Murat ordinò al generale Jean Maximilien Lamarque di organizzare la flotta da condurre alla volta di Capri.
Secondo l'archeologo Umberto Broccoli, la spedizione era composta da «sessanta trasporti [...] scortata dall'intera flottiglia da guerra, comandata da Giuseppe Correale e composta dalla fregata Cerere, comandata da Bausan, dalla corvetta Fama, da ventisei cannoniere e da dieci paranzelle (barche da pesca) armate. Il generale Lamarque si imbarcò sulla Cerere col suo stato maggiore, in primis il generale Pignatelli ed il Colletta. Poi, secondo le indicazioni dello stesso Colletta, il Lamarque la mattina del 5 ottobre dette ordine di sbarcare nella cala d'Orico dove con l'aiuto di scale i soldati riuscirono ad arrampicarsi fino ad Anacapri».
Murat, nel frattempo, si recò a Posillipo (Napoli) per osservare le operazioni di sbarco; si spostò durante la stretta finale a Massa Lubrense, comune della penisola sorrentina, dove assistette agli ultimi combattimenti.
Dopo aver ingannato le truppe anglosassoni fingendo di puntare a Marina Grande, Marina Piccola e Tragara, i francesi sbarcarono ad Anacapri, che era poco sorvegliata in quanto ritenuta inaccessibile dal mare. Gli uomini di Lamarque, una volta sbarcati presso Orrico, si issarono su una scarpata verticale a strapiombo sul mare. Quindi, sorprendendo i britannici, i francesi conquistarono rapidamente Anacapri e la sottostante città di Capri, precedentemente posta sotto assedio.
I britannici andarono a firmare i patti di resa il 16 ottobre; il giorno seguente i franco-napoletani entrarono nell'isola vittoriosi. Durante la cosiddetta presa di Capri, quindi, i ruderi dei fortini vennero recuperati e trasformati in ridotte per artiglieria a tiro corto.
Non è ancora chiaro, tuttavia, chi precisamente abbia edificato nuovamente i fortini. I fortini anglosassoni, costruiti per proteggere la piazzola dalla quale tiravano le forze armate britanniche, sono solitamente dotati di mura massicce e rivolti verso il mare. Vengono invece generalmente attribuiti ai francesi i fortini rivolti verso il monte, con le mura più sottili e dotati di feritoie e di alcuni ambienti coperti destinati al mantenimento delle cibarie.

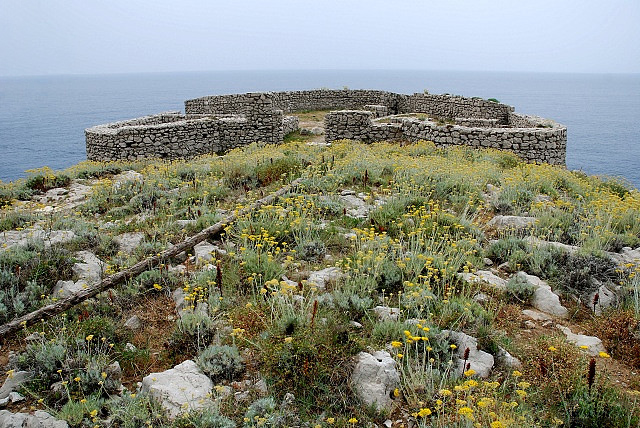
Oggi, dopo un restauro avvenuto nel 2003, i fortini costituiscono il primo ecomuseo all'aria aperta del mondo.

### Età contemporanea
Dopo la presa di Capri i fortini hanno conosciuto un forte periodo d'abbandono, essendo stati trascurati per quasi tutto il Novecento nonostante il loro alto valore storico e paesaggistico. Solo nel 1972, con il progetto di restauro del fortino di Orrico, si iniziò a pensare a un progetto che comprendesse il restauro di tutti i fortini esistenti lungo la costa occidentale di Anacapri e dei relativi sentieri. Questo progetto venne ripreso per interessamento da parte dell'amministrazione comunale a cominciare dal 1996, su progetto organico dell'architetto Enrico Lucca. Il comune di Anacapri patrocinò l'opera con il contributo finanziario dell'Unione europea; i lavori iniziarono nel 1997 e terminarono nel 2004.
Durante gli interventi di restauro, progettati e diretti dall'architetto Enrico Lucca, si effettuarono anche lavori per «rendere leggibili tutti gli aspetti del territorio»; vennero infatti prodotte dal ceramista Sergio Rubino più di duecento tabelle in maiolica, ora inserite lungo il sentiero, che ne descrivono storia, flora e fauna. I testi botanici, storici e geologici sono stati realizzati da Tullia Rizzotti; quelli faunistici sono stati invece elaborati da Gennaro Aprea.
I fortini e il sentiero, dopo le operazioni di restauro effettuate nel 2003, sono così diventati il primo ecomuseo artistico-didattico all'aria aperta del mondo.

## Descrizione

### Fortino di Orrico

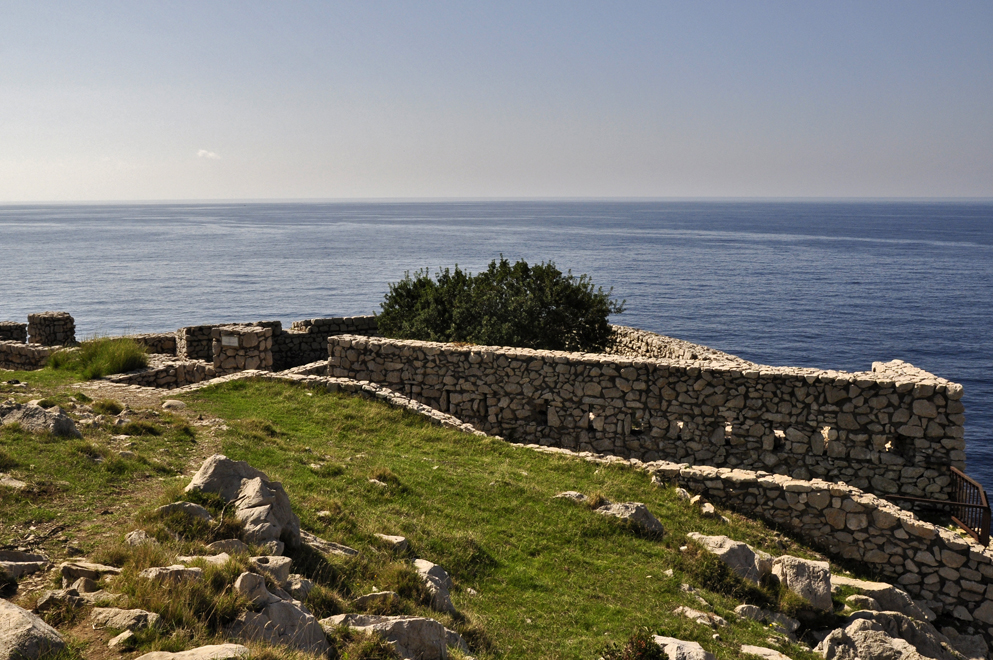
Vista del fortino di Orrico

Il fortino di Orrico si apre sulla punta del Miglio, a circa trenta metri sul livello del mare, ed è dotato di una cinta muraria semicircolare avente un raggio di dieci metri e uno spessore di due metri.
La ricostruzione del fortino di Orrico è tradizionalmente attribuita sia agli inglesi che ai francesi. Gli inglesi hanno infatti posizionato dentro al fortino due blocchi di pietra bianca, sui quali venivano poggiati i cannoni, e hanno creato per i fucilieri un fossato con feritoie, nella sezione retrostante della costruzione. I francesi, invece, hanno realizzato le opere di difesa del fortino verso monte.
Per il resto il termine «Orrico» non possiede una toponomastica precisa, ma è molto probabile che abbia un'origine ellenica, dal termine greco orrica il cui significato è campo fiorito. Infatti a primavera, nella zona, i prati secchi e i pendii rocciosi rinverdiscono donando una copiosa fioritura di numerose specie arboree.

### Fortino di Mesola

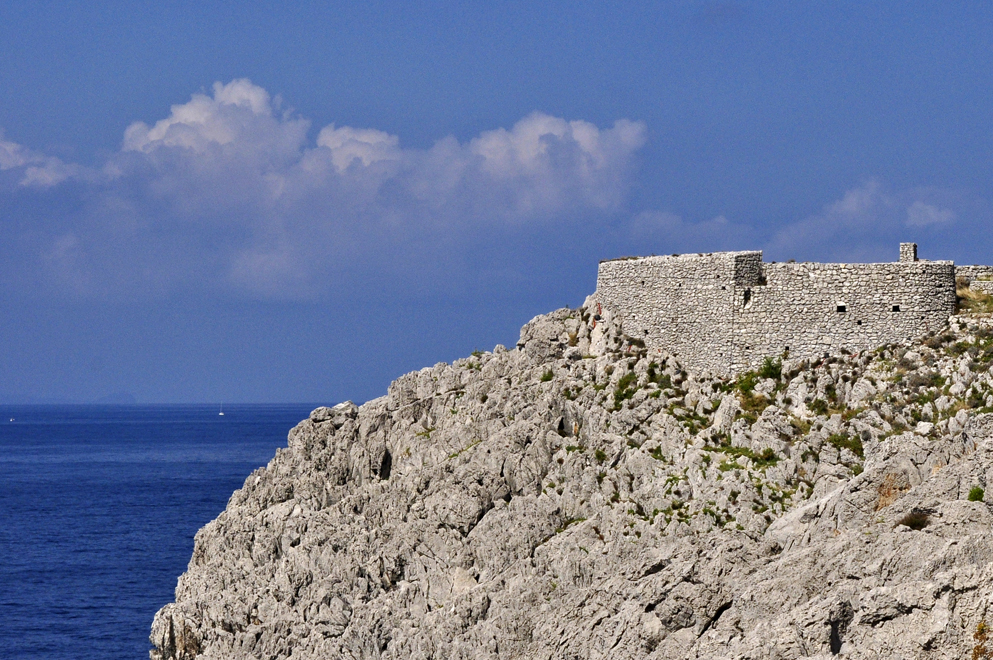
Vista del fortino di Mesola

Il fortino di Mesola si apre sulla penisola del Campetiello, da cui ha origine il suo secondo toponimo, ovvero «fortino di Campetiello». Il secondo nome del promontorio ha origine dalla famiglia De Campetiello, originaria di Tramonti e proprietaria della zona nel 1129, quando l'isola faceva ancora parte della repubblica di Amalfi.
Il fortino di Mesola fu costruito in una posizione strategica, che consente il controllo di tutta la fascia costiera compresa tra la Cala di Mezzo e la Cala del Lupinaro. La fortificazione presenta una struttura più rude e una muraglia curva più massiccia, costruita per proteggere la piazzola di tiro, i quattro vani rettangolari superiori, simmetrici rispetto all'ingresso, e un vano interrato dove probabilmente venivano curati i militari feriti. Il fortino è munito anche di un fossato perimetrale esterno rivolto verso monte.
La zona di Mesola, inoltre, era stata probabilmente abitata in epoca preistorica; infatti nell'area sono stati portati alla luce alcuni utensili di ossidiana e frammenti di vasi e altri manufatti. La presenza umana in questa zona impervia fu possibile, secondo Carl Friedlander, grazie all'esistenza di alcuni rivoli di acqua potabile oggi scomparsi o divenuti sotterranei.
Nel periodo greco e romano nell'area era comunque presente un approdo; ancora oggi è possibile intravedere i resti di una scala scolpita nella roccia.

### Fortino di Pino

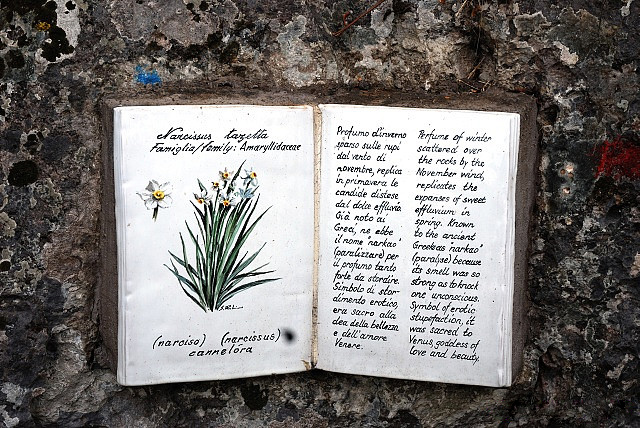
Nella maiolica qui raffigurata è presente una descrizione del narciso.

Il fortino di Pino si apre sull'aspra scogliera della Cala di Mezzo e si affaccia sulla Cala di Tombosiello, a quaranta metri sul livello del mare. La costruzione, di dimensioni maggiori rispetto a quelle di Orrico e di Mesola, è stata realizzata con lo scopo di controllare una vasta porzione di territorio; difatti la stessa è adatta a sorvegliare a nord la Cala di Mezzo e a sud quella del Limmo.
La struttura, attribuita ai francesi, consiste in due alti locali in posizione centrale; uno è caratterizzato da un soffitto a volta, mentre l'altro è coperto da una superficie piana di legno. Era presente anche un terzo locale, poi crollato. Il fortino, munito anche di una cisterna per l'approvvigionamento dell'acqua, è stato modificato dagli inglesi, che vi aggiunsero un piazzale da tiro affacciato sul mare.
La postazione, inoltre, costituiva il termine di un muro fortificato che aveva origine dalla torre della Guardia; oggi lo stesso, sebbene sia in parte ancora visibile, è stato interrotto dalla carrozzabile che connette il faro con il centro del comune. Il muro, lungo circa 180 metri e dotato di feritoie per i fucilieri, chiudeva il varco tra le alture della Guardia e del precipizio della Cala del Limmo.
Il muro, infine, era bordeggiato da una trincea nella quale precipitavano i nemici che restavano poi infilzati da affilati chiodi fissati nella roccia.

### Fortino del Cannone
Il fortino del Cannone, poco distante dal faro di Punta Carena, si apre sulla Cala del Tombosiello, dal quale ha origine il suo secondo toponimo «fortino di Tombosiello». La costruzione, eretta dagli inglesi, ha una forma conica e un raggio di tre metri; queste dimensioni così ridotte sono dovute in parte alla natura accidentata dell'area e in parte alla vicinanza con altre strutture militari, quali il fortino di Pino o la torre della Guardia.

## Aspetti naturalistici

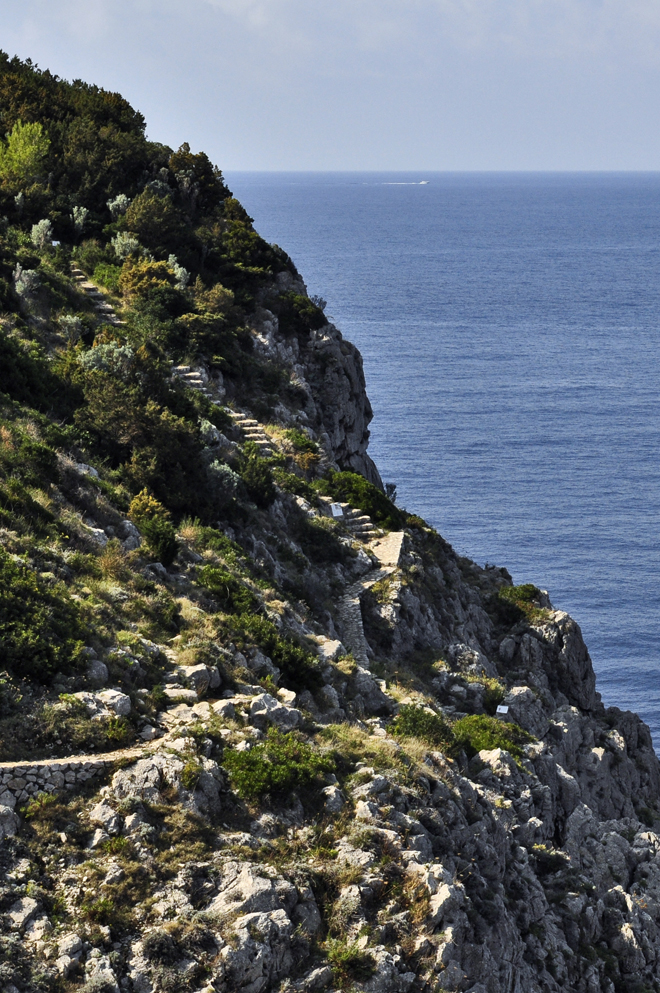
Parte del sentiero nei pressi di Orrico

Il sentiero dei Fortini, solitamente divisibile in tre sezioni, collega il faro di Punta Carena con la grotta Azzurra, passando per tutte e quattro le strutture difensive bordeggiando l'intera costa occidentale dell'isola di Capri.
La vegetazione lungo l'itinerario è rada e discontinua ed è costituita principalmente da arbusti nani che riescono a sopravvivere in un ambiente ostile perché bagnati continuamente dagli spruzzi dell'acqua. Infatti attecchiscono esclusivamente le piante capaci di sfruttare il raro terreno accumulato fra gli scogli e la poca umidità presente nelle spaccature delle rocce. Tra le tante piante è possibile individuare specie quali il finocchietto selvatico o lo statice marino.
Alle spalle di questa vegetazione rada e discontinua inizia una flora più densa e complessa che sfuma in una tonalità di verde tipica della macchia mediterranea. Quest'ultima non raggiunge i tre metri di altezza ed è composta prevalentemente dal ginepro, dal mirto e dal lentisco. Nella zona non sono presenti numerose specie animali; la maggior parte di esse solitamente vive nelle rade foreste presenti lungo il sentiero oppure in mare.

### Dalla grotta Azzurra a Orrico
Il sentiero ha inizio all'altezza di villa l'Arcera e sono presenti due pannelli che riportano una sintetica spiegazione generale. Lo slargo si dirige subito vicino alla costa, allontanandosi dalla strada carrozzabile. All'inizio del sentiero, dove sono presenti alcuni rari esemplari di cipollaccio (un tempo piuttosto comune) plana la beccaccia, in dialetto locale arcera, che fu vittima della tradizione di caccia fortemente attiva nell'area.
Proseguendo, il sentiero è sovrastato dal promontorio di Damecuta, noto per essere stato il luogo dove Tiberio edificò una delle sue dodici ville, dal quale si può veder volare il gheppio e il falco pellegrino. Per il resto il viottolo, accanto al quale crescono il lentisco, il mirto e l'alaterno, conduce a un belvedere intagliato tra la macchia bassa e le rupi a picco. Attorno a quest'ultimo avviene una fioritura copiosa di ruta, di euforbia arborea e di asfodelo; più avanti si trova invece la ginestra profumata.
Dal belvedere si intravede già il fortino di Orrico, il quale (come già accennato) sovrasta la punta del Miglio. Nel mare che scorre nei pressi della costruzione è possibile vedere balenottere, capodogli e delfini; tali specie sono talvolta di passaggio nell'isola quando, dalla penisola sorrentina, sono dirette all'isola d'Ischia. Nei pressi del fortino è situata una piazzola, il Largo Sculture del Vento, sulla quale si cacciavano alcune specie di uccelli, quali tortore, beccacce e quaglie, portate nella zona dalla brezza.
Dopo il fortino di Orrico il cammino corre a margine di un bosco di lecci, lentischi e oleandri; all'ombra di quest'ultimo cresce prospero l'asparago selvatico. Proseguendo è possibile giungere alla spiaggia delle Capre, chiamata in tal modo poiché non è raro trovarvi capre. Dopo il lido il sentiero, piegando a sinistra, si allontana dal mare addentrandosi in un'area boschiva.

### Il sentiero boscoso verso Mesola

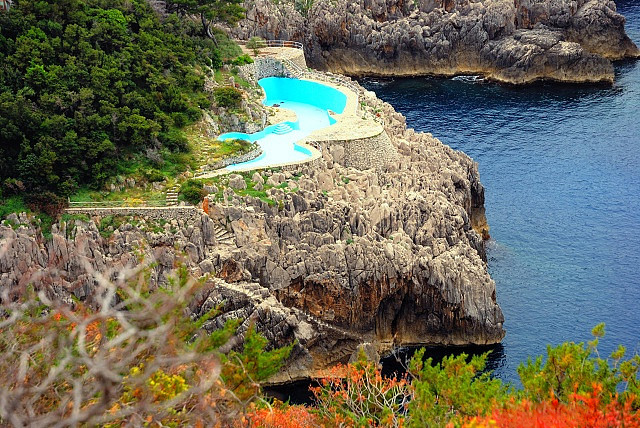
La sagoma lobata della piscina dell'ex villa Rovelli

Il sentiero dei Fortini, una volta sorpassata la spiaggia delle Capre, s'inoltra in una zona boscosa un tempo coltivata dove sono tuttora visibili i terrazzamenti sorretti da mura diroccate, nascosti dalla vegetazione spontanea. Nell'area sostano molti uccelli canori e prosperano il carrubo, il finocchietto selvatico e il gladiolo.
Procedendo s'incontra un piccolo bosco di roverelle dentro al quale sostano specie animali: il cerambide della quercia, lo scarabeo rinoceronte, l'assiolo, l'usignolo e il topolino selvatico. A questo punto il sentiero, fiancheggiando il muro di recinzione di una villa, presenta esemplari di alaterno, di mirto e di ginepro fenicio; quest'ultimo, di un'essenza resinosa, dà il nome a questa porzione di itinerario, denominata via dei vecchi Ginepri.
Proseguendo la macchia si dirada ed è possibile vedere nuovamente il mare. A questo punto del sentiero si intravede anche una piscina dalla sagoma lobata facente parte dell'ex villa Rovelli, che si apre su una penisola senza nome compresa tra la Cala del Lupinaro e quella del Rio. Una scalinata in pietra viva conduce a una strada rurale, più larga, spesso nota come via Passo della Capra oppure come slargo dei Rosmarini e degli Asfodeli; qui fioriscono copiosi l'asfodelo, il rosmarino e la campanula delle rupi. Il percorso viene poi celato da un bosco di pini d'Aleppo, esteso a ridosso dell'ex villa Rovelli, dove è possibile incontrare qualche esemplare di upupa.
Il sentiero prosegue arrivando alla cosiddetta Forra dell'Acanto, in cui crescono la pianta omonima e le più umili specie arboree del gigaro e dell'arisaro. Nel tratto successivo, invece, è presente un bosco a lecceta dove in autunno avviene una copiosa fioritura dei ciclamini. Uscendo dal bosco si giunge alla piazzola delle Agavi, dove sono presenti l'agave e la scilla, specie rara nel bacino del Mediterraneo ma nell'isola abbastanza comune. Tra le rupi crescono anche l'elicriso e il finocchio di mare, che combatte l'aridità accumulando liquidi tramite le foglie succulente; inoltre i cespugli, per difendersi dal vento (piuttosto violento in questa zona), hanno generalmente assunto un portamento a cupola schiacciata sul suolo.
Procedendo lungo il cosiddetto sentiero del Vento si arriva cala del Rio Latino, vicino al quale si erge il fortino di Mesola. In questo luogo, dove germogliano ginestrini delle scogliere e statici marini e dove è presente una forte comunità di gechi e pipistrelli, sono presenti i resti di una calcara, nella quale si fondevano i marmi delle ville romane e la roccia calcarea macinata. La Cala del Rio comprende anche un tratto di mare particolarmente pescoso, dove si riproducono polpi, cernie, murene, cefali, scorfani e ricci di mare.

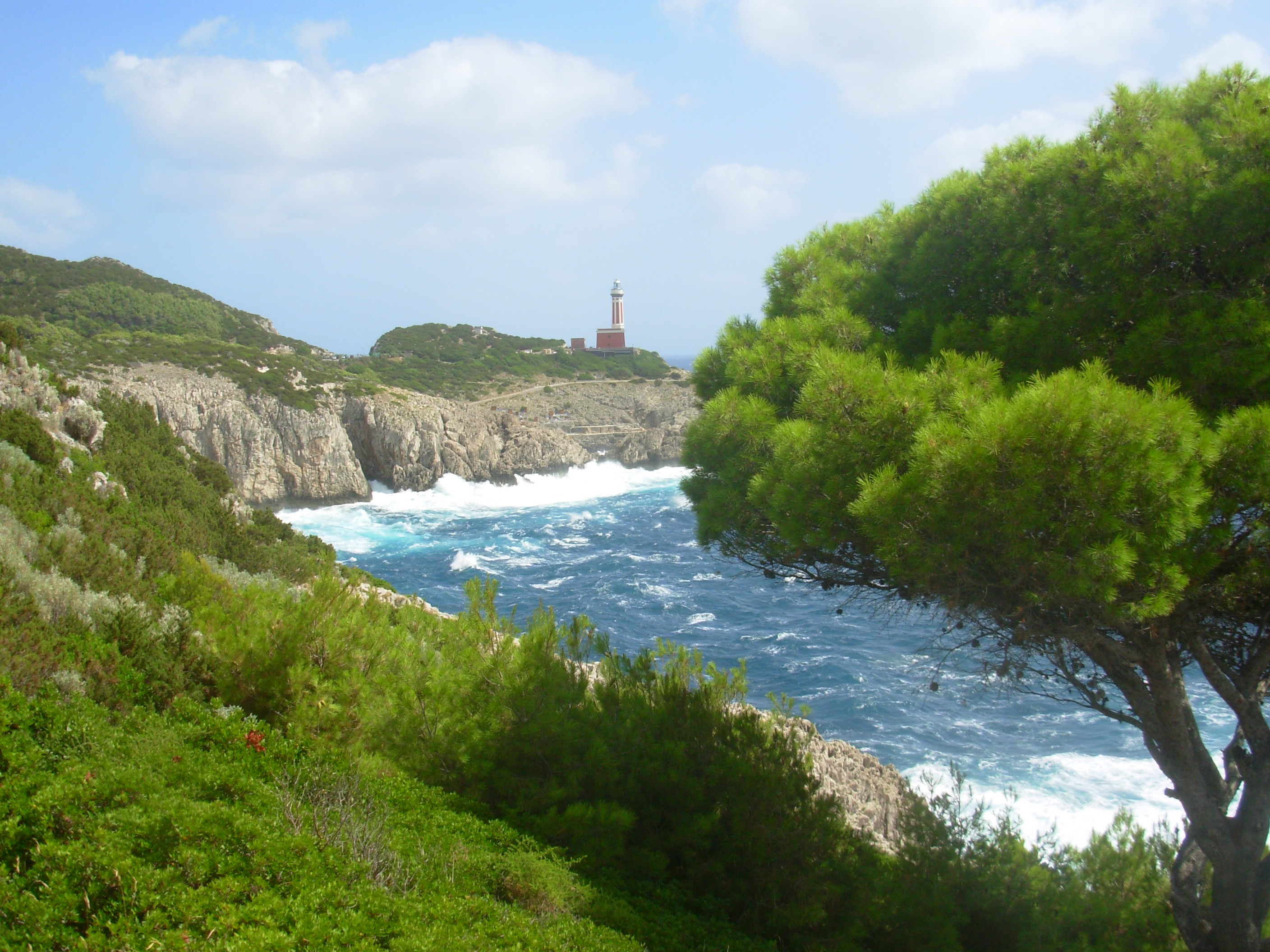
La pineta del Faro, la zona boschiva presente al termine del sentiero.

### Da Mesola a Pino
Il sentiero supera poi il fortino di Mesola e attraversa una piccola selva di antillide "barba di Giove" definita «Luna fiorita»; quest'ultima anticipa con i suoi riflessi argentei il paesaggio della penisola del Campetiello, la cui roccia è corrosa dal carsismo, dall'acqua e dal vento; questo lembo di terra è infatti molto spesso paragonato a una «Luna fiorita». Continuando s'incontra il paesaggio aspro della Cala di Mezzo, noto altrimenti come «Fiordo d'Argento» per la sua bellezza: è un lungo fiordo stretto tra pareti rocciose su cui germogliano numerose specie floreali quali il fiordaliso delle scogliere o la violacciocca.
Procedendo il percorso scende di quota e raggiunge la Cala di Tombosiello, un'area costituita da calcare grigio dove prosperano il ginepro fenicio e la macchia mediterranea. Il sentiero sorpassa il fortino di Pino, devia passando per il fortino del Cannone e termina in un bivio le cui diramazioni conducono, rispettivamente, alla carrozzabile e alla pineta del Faro.

### Flora e fauna del sentiero

#### Flora
- Narcissus
- Pistacia lentiscus
- Myrtus communis
- Rhamnus alaternus
- Ruta graveolens
- Euphorbia
- Asphodelus
- Spartium junceum
- Muscari comosum
- Quercus ilex
- Pistacia lentiscus
- Nerium oleander
- Ceratonia
- Foeniculum vulgare
- Gladiolus
- Quercus pubescens
- Juniperus phoenicea
- Asphodelus
- Campanula fragilis
- Pinus halepensis
- Acanthus
- Arum italicum
- Arisarum vulgare
- Cyclamen
- Agave
- Crithmum maritimum
- Helichrysum
- Lotus cytisoides
- Limonium johannis
- Anthyllis barba-Jovis
- Centaurea cineraria
- Matthiola incana

#### Fauna
- Scolopax rusticola
- Falco ardosiaceus
- Falco peregrinus
- Balaenoptera physalus
- Physeter macrocephalus
- Delphinus
- Streptopelia turtur
- Coturnix coturnix
- Cerambyx cerdo
- Otus scops
- Luscinia megarhynchos
- Mus musculus
- Epinephelinae
- Muraenidae
- Mugilidae
- Diplodus
- Scorpaenidae
- Echinoidea
- Gekkonidae
- Chiroptera

## Cartina
| \| \| Legenda \| \| \| Grotta Azzurra \| \| \| Punta dell'Arcera \| \| \| Fortino di Orrico \| \| \| Cala del Lupinaro \| \| \| Cala del Rio \| \| \| Fortino di Mesola \| \| \| Cala di Mezzo \| \| \| Fortino di Pino \| \| \| Fortino del Cannone \| \| \| Faro di Punta Carena \| |                      |
| | Legenda              |
| | Grotta Azzurra       |
| | Punta dell'Arcera    |
| | Fortino di Orrico    |
| | Cala del Lupinaro    |
| | Cala del Rio         |
| | Fortino di Mesola    |
| | Cala di Mezzo        |
| | Fortino di Pino      |
| | Fortino del Cannone  |
| | Faro di Punta Carena |

## Iniziative

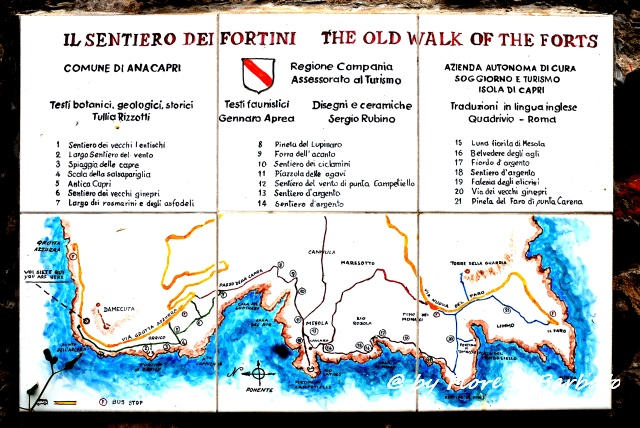
Mappa esplicativa del sentiero dei fortini

I fortini e il sentiero stanno conoscendo nuovi utilizzi piuttosto inconsueti data la loro vocazione militare; questi vengono usati per illustrare la storia, la flora e la fauna caprese. Grazie al suo notevole valore paesaggistico e naturalistico, il sentiero dei Fortini oggi viene spesso coinvolto da numerose escursioni guidate promosse da entità come il Centro Caprense Ignazio Cerio e il Club Alpino Italiano oppure da associazioni culturali minori.
In queste passeggiate sono generalmente previste numerose soste, che hanno luogo generalmente presso i fortini o presso le mattonelle del Rubino che, come già accennato, contengono accurate descrizioni sulle varie specie floristiche e animali presenti sull'isola. L'associazione ambientalista italiana Legambiente ha anche organizzato una gita in bicicletta nella località di Orrico.
Nel sentiero dei Fortini, occasionalmente, si tengono anche i concerti al tramonto del cantautore locale Almartino; esso diventa quindi anche un luogo per eventi musicali.